# Usedlost čp. 5 (Dlouhomilov)
Usedlost čp. 5 stojí nedaleko silnice II/370 v obci Dlouhomilov v okrese Šumperk. Je chráněnou kulturní památkou ČR, která se nachází ve vesnické památkové zóně Dlouhomilov.

## Historie
V roce 1995 byla Ministerstvem kultury České republiky v Dlouhomilově část jeho území prohlášena za vesnickou památkovou zónu. Součástí památkové zóny jsou především empírové statky z první poloviny 19. století a byly zapsány do státního seznamu kulturních památek České republiky. Mezi ně náleží i kulturní památka venkovská usedlost čp. 5, která se nachází v blízkosti kostela Všech svatých a silnice II/370.

## Popis
Usedlost se rozkládá na ploše asi 15,7 × 24,4 m a tvoří ji obytné stavení a kůlna, se kterou je spojena záhumenní bránou. 
Obytné stavení je samostatně stojící přízemní omítaná budova postavena z cihel na půdorysu obdélníku a zastřešena sedlovou střechou s atikovými štíty. Štítové přízemní průčelí je členěno třemi okenními osami. Okna jsou pravoúhlá zdobena palmetami, spojena kordonovou římsou. Mezi okny v římse jsou štukové růžice. Nad bohatě profilovanou oplechovanou římsou je barokně vykrojený patrový štít, který je lemován segmentovým štukovým zubořezem. V dolní části jsou dvě obdélná okna, mezi nimi je mělký výklenek s půlkruhovým záklenkem. Ve výklenku je v horní části trojúhelníkový symbol Boha Otce s paprsky, v dolní části je štuková mřížka. Nad okny jsou poloslunce a po vnějších stranách jsou toskánské polosloupy s abakusem s archivoltou nad okny a výklenkem. Archivolta má vlys zdobený obloučky se střapci. V úrovni nadpraží oken po vnějších stranách jsou malá oválná okénka diagonálně natočena a zdobena vavřínovým věncem se stuhou. V horní části štítu uprostřed je půlkruhové okno lemované páskou s pruhem listovce. Po stranách jsou štukové tabulky. Ve vrcholu štítu je trojúhelníkový symbol Boha Otce. V interiéru jsou ploché stropy.
Obytná usedlost je propojena záhumenní bránou s kůlnou, která je naproti ní. V bráně jsou vsazená dvojkřídlá vrata usazená na točnicích, jižně od vrat je branka pro pěší. Kůlna je zděná přízemní stavba se dvěma vjezdy a se sedlovou střechou.